# Преговори о смањењу стратешког наоружања
Преговори о смањењу стратешког наоружања (рус. СНВ-I, енгл. Strategic Arms Reduction Treaty, скраћено START) су били низ преговора између дипломатских представника САД и Совјетског Савеза а чији је циљ био постизање споразума о смањењу нуклеарног наоружања ових суперсила. Прва два круга преговора одржана су 1982/83. и 1985—1991. Њихов резултат је био споразум који су потписали председници Михаил Горбачов и Џорџ Буш. СССР се обавезао да смањи број нуклеарних бојевих глава са 11 000 на 8 000 а САД са 12 000 на 10.000. Након распада Совјетског Савеза постигнут је додатни споразум према коме су бивше чланице СССР осим Русије биле дужне да униште нуклеарне арсенале који су се затекли на њиховој територији или да га предају Русији.